# Axoclinus cocoensis
Axoclinus cocoensis és una espècie de peix de la família dels tripterígids i de l'ordre dels perciformes.

## Morfologia
- Els mascles poden assolir 3,5 cm de longitud total.[1][2]

## Alimentació
Menja algues i petits invertebrats.

## Hàbitat
És un peix marí, de clima tropical i demersal que viu entre 7-8 m de fondària.

## Distribució geogràfica
Es troba al Pacífic oriental central: Illa del Coco (Costa Rica).

## Observacions
És inofensiu per als humans.